# Gouinia isabelensis
Gouinia isabelensis là một loài thực vật có hoa trong họ Hòa thảo. Loài này được J.J.Ortíz mô tả khoa học đầu tiên năm 1993.